# Les Sept Invincibles
Pour plus de détails, voir Fiche technique et Distribution.
Les Sept Invincibles (Gli invincibili sette) est un péplum hispano-italien réalisé par Alberto De Martino et sorti en 1963.

## Fiche technique
- Titre original italien : Gli invincibili sette[1]
- Titre espagnol : Los invencibles[2]
- Titre français : Les Sept Invincibles[3]
- Réalisateur : Alberto De Martino
- Scénario : Alberto De Martino, Alessandro Continenza
- Photographie : Eloy Mella
- Montage : Otello Colangeli
- Musique : Carlo Franci (it)
- Décors : Piero Poletto (it), Antonio Gerra
- Costumes : Mario Giorsi
- Maquillage : Romolo de Martino
- Production : Anacleto Fontini, Italo Zingarelli
- Société de production : Atenea Films, Columbus Film
- Pays de production :  Italie -  Espagne
- Langue originale : italien
- Format : Couleurs par Eastmancolor - 2,35:1 - Son mono - 35 mm
- Durée : 87 minutes
- Genre : Péplum
- Dates de sortie :
  - Italie : 31 octobre 1963
  - Espagne : 6 juillet 1964 (Madrid)
  - France : 9 décembre 1964

## Distribution
- Tony Russel : Leslio
- Helga Liné : Lydia
- Massimo Serato : Axel
- Gérard Tichy : Rabirio
- Renato Baldini : Kadem
- Livio Lorenzon : Rubio
- Barta Barri : Baxo
- José Marco (sous le nom de « Joseph Marco ») : Luzar
- Cris Huerta : Gular
- Gianni Solaro : Nakassar
- Francesco Sormano : un aristocrate
- Emma Baron : la mère de Leslio et d'Axel
- Pedro Mari Sánchez : Ario
- Tomás Blanco : Panuzio
- Renato Montalbano : un aristocrate